# Kaplica Świętej Trójcy przy Policealnym Studium Ikonograficznym w Bielsku Podlaskim
Kaplica Świętej Trójcy – prawosławna kaplica akademicka w Bielsku Podlaskim. Należy do parafii św. Michała Archanioła w Bielsku Podlaskim, w dekanacie Bielsk Podlaski diecezji warszawsko-bielskiej Polskiego Autokefalicznego Kościoła Prawosławnego.

## Opis
Kaplica znajduje się w bezpośrednim sąsiedztwie Policealnego Studium Ikonograficznego, przy ulicy Franciszka Żwirki i Stanisława Wigury 26.
Świątynia została zaprojektowana w 1999 przez architekta dra Jerzego Uścinowicza. Zbudowana w latach 2000–2002, konsekrowana 31 października 2002. Jest to budowla murowana, nawiązująca do lokalnej architektury cerkiewnej Podlasia. Zawiera też elementy architektury pskowsko-nowogrodzkiej, łemkowskiej i mołdawskiej. Obiekt jednokondygnacyjny, o łącznej powierzchni użytkowej 38,2 m², salowy, zakończony od strony północno-wschodniej niewielką apsydą. Od zewnątrz na trzech ścianach kaplicy znajdują się okapy. Kaplica jest połączona z budynkiem szkolnym (Studium Ikonograficznego) obudowanym przejściem, nad którym znajduje się chór muzyczny oraz niewielka dzwonnica. Ponadto świątynia posiada bezpośrednie wyjście na dziedziniec szkoły, umożliwiające organizowanie procesji. Dach kaplicy blaszany, czterospadowy, z przeszklonym bębnem zwieńczonym cebulastym hełmem. Nawa (w której mieści się galeria ikon) na planie kwadratu (5,4 × 5,4 m), przekryta sklepieniem klasztornym z lunetami i zwieńczona kopułą sferyczną na pendentywach. Przed ołtarzem znajduje się ikonostas. Ściany wewnętrzne ozdobione polichromiami, przedstawiającymi m.in. Matkę Bożą Orantkę (w apsydzie) i Chrystusa Pantokratora (na podniebieniu).
Kaplica otrzymała nagrodę główną AEDIFICIUM'2005, przyznaną przez Stowarzyszenie Architektów Polskich Oddział Białystok dla najlepszych projektów i realizacji na terenie województwa podlaskiego. W 2009 została laureatką konkursu „20 lat RP. Pochwalmy się!” (2. miejsce).
Nabożeństwa odbywają się w każdą niedzielę i ważniejsze święta, a także w dniach wspomnienia świętych związanych z ikonopisaniem: św. Jana Teologa, św. Łukasza i św. Andrzeja Rublowa. Główna uroczystość – Świętej Trójcy – przypada w 7. niedzielę po Wielkanocy (według starego stylu).